# Tjänst
| Tjänst |
| --- |
| En piccolo tillhandahåller tjänster på hotell. - Betydelse – aktivitet eller funktion som ger mervärde för en mottagare - Exempelord – kundtjänst, tjänstesamhälle, tjänstesektor - Alternativt ord – service |

En tjänst är en aktivitet eller funktion som tillför värde till en mottagare, betjänar denna, utan att i sig innebära att ett bestående fysiskt objekt med eget värde tillförs mottagaren. Det engelska ordet service med samma betydelse används ibland i samband med betjäning av en kund.

## Utveckling och omfattning
Historiskt har tjänster främst associerats med stödfunktioner till mänskligt leverne, som städning, uppassning, barnpassning med mera som då vanligast utförts av tjänstefolk, personer anställda av mottagaren. Dessa basala tjänster utförs numera huvudsakligen av personer som inte är anställda av mottagaren utan erbjuds i en köp-sälj-, leverantör-kund-relation. 
Specialiserade personliga tjänster, som artisteri och rådgivning, utförda av specialiserade tjänsteutövare har alltid funnits och har blivit allt vanligare. Än mer har en ny typ av liknande tjänster växt upp i kölvattnet av industrisamhället med tjänster som kundtjänst (hjälpcentral) av produkter och rådgivning (konsulting) till organisationer.
De senaste årtionde har också tjänster som levereras av maskiner (datorer) blivit alltmer vanliga, inte minst med internets genombrott. 
Sammanlagt har detta inneburit att den så kallade tjänstesektorn vuxit och att begrepp som tjänstesamhället börjat användas för att beskriva det moderna samhället.

## Tjänstbegreppet inominformationsteknologin
- Inom telekommunikation och datornätverk är tjänst, till exempel datakommunikationstjänst, det arbete eller det betjänande som en programvara eller en utrustning kan utföra för en människa (och motsvarar då en tillämpning) eller för en annan programvara eller utrustning. Denna tekniska definition ska inte sammanblandas med begreppen teletjänst, innehållstjänst och mervärdestjänst, som är immateriella ekonomiska produkter enligt ovanstående definition.
- Inom operativsystem och distribuerade system är en tjänst en betjänande process som inte tillhör någon särskild användare. Denna process är beredd att ta emot order från andra processer som tillhör olika användare på samma eller annan dator, och leverera tillbaka begärda resultat. Om den betjänande processen finns på en annan dator kallas den process som utför tjänsten ofta server och den betjänade processen klient.
- En webbtjänst innebär att en webbserver kan betjäna en annan webbserver, och är grunden för tjänsteorienterad arkitektur. En tjänst är här en betjänande funktion som är väldefinierad, självständig och oberoende av sin omgivning.